# Liste der Stolpersteine in Rheinbrohl
Die Liste der Stolpersteine in Rheinbrohl enthält die Stolpersteine, die im Rahmen des gleichnamigen Kunst-Projekts von Gunter Demnig in Rheinbrohl verlegt wurden. Mit ihnen soll an die Opfer des Nationalsozialismus erinnert werden, die in Rheinbrohl lebten und wirkten.

## Liste der Stolpersteine
| Name           | Adresse          | Bild | Inschrift                                                                     | Verlegedatum | Biografie und Anmerkungen |
| -------------- | ---------------- | ---- | ----------------------------------------------------------------------------- | ------------ | ------------------------- |
| Moritz Baer    | Kirchstraße 64 · |      | Hier wohnte Moritz Baer Jg. 1873 deportiert 1942 Theresienstadt ???           | 1. Sep. 2005 |                           |
| Katharina Baer | Kirchstraße 64 · |      | Hier wohnte Katharina Baer Jg. 1880 deportiert 1942 Theresienstadt ???        | 1. Sep. 2005 |                           |
| Albert Baer    | Kirchstraße 66 · |      | Hier wohnte Albert Baer Jg. 1871 deportiert 1942 Theresienstadt tot 30.8.1942 | 1. Sep. 2005 |                           |
| Rosa Baer      | Kirchstraße 66 · |      | Hier wohnte Rosa Baer Jg. 1884 deportiert 1942 Theresienstadt ???             | 1. Sep. 2005 |                           |